# An Officer and a Gentleman (film 1914)
An Officer and a Gentleman è un cortometraggio muto del 1914 diretto da Harry Lambert

## Produzione
Il film fu prodotto dalla Vitagraph Company of America.

## Distribuzione
Distribuito dalla General Film Company, il film - un cortometraggio in due bobine - uscì nelle sale cinematografiche statunitensi il 14 marzo 1914. Il 4 marzo 1918, la Favorite Films ne distribuì una riedizione.